# 齊玉苓案
齊玉苓案是首次引用中华人民共和国宪法法條所進行的判決，在中國大陸法學界造成極大的爭議和反響，成為法律和教育學者陸續研究評論的個案，亦有“中國21世紀憲法第一大案”之稱。
1990年，就讀山東省滕州市第八中學的應屆生齊玉苓（本名齊玉玲），原順利考取山東省濟寧商業學校，但被同班同學好友陳曉琪（本名陳恒燕）頂替，此后陳曉琪冒名頂替齊玉苓長達八年。1998年齊玉苓不堪身份地位的損失以及家人遭到陳曉琪父亲陳克政的暴力威脅，憤而向山東省棗莊市中級人民法院提出民事訴訟。枣庄市中级人民法院判决陈晓琪停止对齐玉苓姓名权的侵害，陈晓琪及各单位赔偿齊玉苓精神损失费35000元。1999年，齊玉苓不服一審判決，再向山東省高級人民法院上訴。山東省高級人民法院經過中华人民共和国最高人民法院批覆後，于2001年判決，依照中华人民共和国宪法第46條和最高法的解释，维持枣庄市中级人民法院对陳曉琪停止對齊玉苓姓名權的侵犯的判决，以及判决被告人和各單位因齐玉苓的受教育权被侵犯等原因而需賠償齊玉苓總共人民幣十萬元。

## 主要人物
- 原告：齊玉苓。
- 被告：陳曉琪。
- 被告：陳克政。
- 被告：山東省濟寧商業學校。法定代表人：孔憲忠，該校校長。
- 被告：山東省滕州市第八中學。法定代表人：朱恒富，該校校長。
- 被告：山東省滕州市教育委員會。法定代表人：孫卓炳，該委主任。

## 案情
1990年，住在山東省滕州市鮑溝鎮圈裏村的齊玉苓（17歲）和其他應屆考生一起参加初级中等教育毕业考试，并通过了测试，随后又參加了第二階段的初级中等教育升学考試，總成績為441分，最後被山东省濟寧商业学校財會班录取。同村的好友陳曉琪（17歲）由於未通過第一階段的测试，無法再參加第二階段测试亦無法升學，利用父親陳克政在村裡擔任黨內支部書記的身份，与滕州八中和山東省滕州市教育委員會的行政人員串通將自己（陳曉琪）頂替齊玉苓的身份就讀于濟寧商校，將通过测试的齊玉苓給予落榜处理。1993年，陳曉琪從濟寧商校畢業，被分配到中國人民銀行西門口儲蓄所工作。
齊玉苓的兄長先前查阅过榜單，但因为榜单被迅速調包，讓齊家以為看錯名單。由於齊玉苓家境貧窮，父母無法再供給重考學費，只能放棄學習直接就業，過着務農和打工的日子。
1993年，齊玉苓籌借了6000多元钱购買了一個戶口，并入读鄒城技工學校。1996年，齊玉苓從鄒城技工學校結業，被分配到山東省魯南鐵合金總廠擔任工人，因工廠減員分流被迫下崗，開始以兼差賣早點和快餐盒維生的生活。1998年，任職於魯南鐵合金總廠的齊玉苓，突然遇到来自中國人民銀行滕州支行行員的拜訪，說是來慶賀齊玉苓弄瓦之喜，随后齊玉苓跟隨該部員來到滕州支行，却發現監督員牌子下的儲蓄所主任是自己的名字，但照片是陳曉琪本人。
發現真相的齊玉苓先找到陳克政，陳克政先是说服齊玉苓以放棄升學，將機會讓給陳曉琪的理由，了结纠纷，後給了齊玉苓五千元人民幣要她封口，但齊玉苓并不妥協，随后陳克政派人到齊家進行暴力騷擾。

## 起诉与审判

### 一审
1999年1月29日，齊玉苓向山東省棗莊市中級人民法院狀告陳曉琪等人，原告訴稱：由於各被告共同弄虛作假，促成被告陳曉琪冒用原告的姓名進入濟寧商校學習，致使原告的姓名權、受教育權以及其他相關權益被侵犯。請求法院判令被告停止侵害、賠禮道歉，並賠償原告經濟損失16萬元，精神損失40萬元。
5月，山東省棗莊市中級人民法院判決如下：
| 一、被告陈晓琪停止对原告齐玉苓姓名权的侵害； 二、被告陈晓琪、陈克政、济宁商校、滕州八中、滕州教委向原告齐玉苓赔礼道歉； 三、原告齐玉苓支付的律师代理费825元，由被告陈晓琪负担，于判决生效后 10日内给付，被告陈克政、济宁商校、滕州八中、滕州教委对此负连带责任； 四、原告齐玉苓的精神损失费35000元，由被告陈晓琪、陈克政各负担5000元，被告济宁商校负担15000元，被告滕州八中负担6000元，被告滕州教委负担 4000元，于判决生效后10日内给付； 五、鉴定费400元，由被告滕州八中、滕州教委各负担 200元； 六、驳回齐玉苓的其他诉讼请求。 |

### 二审
齐玉苓不服一審判決，再向山東省高級人民法院提起上訴，除了對精神損害賠償的標準提出異議，主要提出證據表明自己並未放棄受教育權，被告人確實共同侵犯了自己受教育的權利，使自己喪失了一系列相關利益。據此請求二審法院判決。
2001年，山東省高級人民法院報請最高人民法院進行解釋。6月28日，最高人民法院審判委員會第1183次會議通過，7月24日，最高人民法院发出《最高人民法院关于以侵犯姓名权的手段侵犯宪法保护的公民受教育的基本权利是否应承担民事责任的批复》（法释〔2001〕25号），对此作出答复：
| 山東省高級人民法院： 你院1999魯民終字第258號《關於齊玉苓與陳曉琪、陳克政、山東省濟寧市商業學校、山東省滕州市第八中學、山東省滕州市教育委員會姓名權糾紛一案的請示》收悉。經研究，我們認為，根據本案事實，陳曉琪等以侵犯姓名權的手段，侵犯了齊玉苓依據憲法規定所享有的受教育的基本權利，並造成了具體的損害後果，應承擔相應的民事責任。 |

8月13日，山東省高級人民法院引用《中華人民共和國憲法》第46條和最高人民法院的批覆，做出判決：
| 一、维持一审民事判决第一项、第二项、第三项； 二、撤销一审民事判决第四项、第五项、第六项； 三、被上诉人陈晓琪、陈克政于收到本判决书之日起10日内，赔偿上诉人齐玉苓因受教育的权利被侵犯造成的直接经济损失7000元，被上诉人济宁商校、滕州八中、滕州教委承担连带赔偿责任； 四、被上诉人陈晓琪、陈克政于收到本判决书之日起10日内，赔偿上诉人齐玉苓因受教育的权利被侵犯造成的间接经济损失（按陈晓琪以齐玉苓名义领取的工资扣除最低生活保障费后计算，自1993年8月计算至陈晓琪停止使用齐玉苓姓名时止；其中1993年8月至2001年8月，共计41045元），被上诉人济宁商校、滕州八中、滕州教委承担连带赔偿责任； 五、被上诉人陈晓琪、陈克政、济宁商校、滕州八中、滕州教委于收到本判决书之日起10日内，赔偿上诉人齐玉苓精神损害费50000元； 六、驳回上诉人齐玉苓的其他诉讼请求。 |

## 后续影响
齐案的司法解释其后被中国大陆法学界称为“宪法司法化第一案”，因为它对中国当时的宪法观念提出挑战，为宪法司法化开辟了一条道路。此后，宪法权利诉讼风起云涌，“三名高中生诉教育部高考分数线不统一案”、“蒋韬诉银行招工身高歧视案”、“周香华诉男女退休年龄不同案”等案，都集中依据宪法规定的平等权提起诉讼。2008年1月，广州市黄埔区人民法院援用宪法中公民享有人身自由权、居住自由权的规定，裁定一家公司“禁止员工擅自在外住宿”的规定违宪。
时任最高人民法院民事审判第一庭庭长黄松有针对此案认为，我国公民依照宪法规定享有的基本权利有相当一部分在司法实践中长期处于“睡眠”或“半睡眠”状态，该批复首次打破了“沉默”，“我国宪法司法化可以参考美国的模式，由普通法院审理宪法权利纠纷”。
宪法学界泰斗、中国政法大学教授廉希圣认为，法释〔2001〕25号司法解释使得法院势必就会拥有对宪法的解释权，而且还能监督人大对宪法的实施，与议会至上的人民代表大会制相矛盾，是越俎代庖。根据中国政治体制，全国人民代表大会及全国人大常委会为国家宪法解释机关，最高人民法院由全国人大产生、对全国人大负责。而大多数学者认为，最高人民法院就齐玉苓案所作批复是司法解释，而非宪法解释。
2008年，最高人民法院审判委员会通过《最高人民法院关于废止2007年底以前发布的有关司法解释（第七批）的决定》，废止《最高人民法院关于以侵犯姓名权的手段侵犯宪法保护的公民受教育的基本权利是否应承担民事责任的批复》（法释〔2001〕25号）。

## 外部連結
- 维基文库中的相關文獻：齐玉苓诉陈晓琪等以侵犯姓名权的手段侵犯宪法保护的公民受教育的基本权利纠纷案
- 憲法第一案－－齊玉苓案 （页面存档备份，存于）
- 判例，所謂的＂憲法司法化第一案＂——齊玉苓案介绍 （页面存档备份，存于）
- 齊玉苓訴陳曉琪等侵犯憲法保護公民受教育權利糾紛案
- 最高人民法院关于废止2007年底以前发布的有关司法解释（第七批）的决定